# Joshua (album)
Joshua è il settimo album in studio della cantante country statunitense Dolly Parton, pubblicato il 12 aprile 1971.

## Tracce
Tutte le tracce sono composte da Dolly Parton tranne dove indicato.
1. Joshua – 3:02
2. The Last One to Touch Me – 3:04
3. Walls of My Mind – 2:32
4. It Ain't Fair That It Ain't Right (Bob Eggers, Janice Eggers) – 2:18
5. J.J. Sneed (Dolly Parton, Dorothy Jo Hope) – 2:53
6. You Can't Reach Me Anymore (Dolly Parton, Dorothy Jo Hope) – 2:38
7. Daddy's Moonshine Still – 3:29
8. Chicken Every Sunday (Charlie Craig, Betty Craig) – 2:35
9. The Fire's Still Burning (Dolly Parton, Dorothy Jo Hope) – 2:49
10. Letter to Heaven – 2:29